# Tetramorium pisarskii
Tetramorium pisarskii (лат.) — вид муравьёв рода Tetramorium из подсемейства Myrmicinae (Formicidae).

## Распространение
Афганистан (Hassan Guilan entre Guerechk et Dilaram)

## Описание
Мелкие земляные муравьи; длина рабочих 2—3 мм. Длина головы (HL) 0.83-0.85 мм, ширина головы (HW) 0.81-0.83 мм. Голова, мезосома и стебелёк коричневато-красные, ноги и усики светлее, брюшко черновато-бурое. Усики рабочих и самок 12-члениковые с 3-члениковой булавой. Боковые части клипеуса килевидно приподняты около места прикрепления усиков. Жвалы широкотреугольные с зубчатым жевательным краем. Стебелёк между грудкой и брюшком состоит из двух члеников: петиолюса и постпетиолюса (последний четко отделен от брюшка), жало развито, куколки голые (без кокона). Заднегрудка с 2 короткими и широкими проподеальными шипиками. 1-й тергит брюшка с продольной морщинистостью и пунктировкой (отличительный признак видовой группы Tetramorium striativentre species group), последние сегменты брюшка гладкие; голова и грудка морщинистые.

## Таксономия
Включён в видовую группу Tetramorium striativentre species group. Вид был впервые описан в 2015 году украинским мирмекологом А. Г. Радченко (Институт зоологии НАН Украины, Киев) и итальянским энтомологом А. Скупола (A. Scupola; Museo di Storia Naturale, Lungadige Porta Vittoria, Верона, Италия). Название дано в честь крупного польского мирмеколога профессора Богдана Писарского (Bohdan Pisarski; Польша)